# Coápam de Guerrero
Coápam de Guerrero är en ort i Mexiko.   Den ligger i kommunen Concepción Pápalo och delstaten Oaxaca, i den sydöstra delen av landet, 300 km sydost om huvudstaden Mexico City. Coápam de Guerrero ligger 1 870 meter över havet och antalet invånare är 350.
Terrängen runt Coápam de Guerrero är bergig åt sydväst, men åt nordost är den kuperad. Terrängen runt Coápam de Guerrero sluttar västerut. Runt Coápam de Guerrero är det ganska glesbefolkat, med 32 invånare per kvadratkilometer. Närmaste större samhälle är San Juan Bautista Cuicatlán, 11,9 km väster om Coápam de Guerrero. I omgivningarna runt Coápam de Guerrero växer i huvudsak blandskog.